# Seraphim Bon
Seraphim (Bon) (ukrainisch Серафим, weltlicher Name Fedir Bon Федір Бонь; * 1959 in der Oblast Transkarpatien, Ukrainische SSR) ist seit 2008 Metropolit der Wahren Orthodoxen Kirche Russlands.

## Leben
Fedir Bon wurde in einer karpatenrussinischen Familie geboren. 1981 begegnete er dem Erzmönch Meletios und ließ sich taufen. Er ging in dessen Panteleimon-Kloster in Kolesarowo im Karpatenvorland. Nach dessen Schließung lebte er weiter im illegalen Kloster in den Karpaten und wurde 1983 zum Mönch geweiht. Er wandte sich der Katakombenkirche in der Sekatschrichtung zu und wurde im selben Jahr zum Priester geweiht. 1984 übernahm er die Leitung des geheimen Klosters nach dem Tod von Meletios.
Ende der 1980er Jahre wandte er sich von der Sekatschrichtung der Katakombenkirche ab und legte die geistlichen Weihen ab. Er begab sich in die Katakombengemeinden, die sich der Kirche der wahren orthodoxen Christen Griechenlands (Matthaios-Synode) angeschlossen hatten, und wurde dort 1997 erneut zum Mönch und Priester geweiht. 2002 wurde er von den Gemeinden in Russland und der Ukraine der Kirche der wahren orthodoxen Christen Griechenlands zu ihrem Bischof vorgeschlagen.
2008 wurde er zum ersten Metropoliten von Kiew und der ganzen Rus der Wahren Orthodoxen Kirche Russlands geweiht, die sich aus diesen Gemeinden gebildet hatte. Diese Wahl wird von der Russisch-Orthodoxen Kirche nicht als kanonisch anerkannt, da die apostolische Sukzession nicht gesichert ist.